# Hypsiboas tepuianus
Hypsiboas tepuianus es una especie de anfibio anuro de la familia Hylidae.

## Distribución geográfica
Esta especie se encuentra entre los 400 y 1800 m sobre el nivel del mar en los tepuyes del estado de Bolívar en Venezuela y Roraima en Brasil.

## Publicación original
- Barrio-Amorós & Brewer-Carias, 2008: Herpetological results of the 2002 expedition to Sarisariñama, a tepui in Venezuelan Guayana, with the description of five new species. Zootaxa, n.º 1942, p. 1-68.[6]